# 曹忠
曹忠（1959年11月—），祖籍湖南，出生於山東濟南，前首長系高層，現為香港的五龍電動車及中國資源交通主席兼執行董事，前首長國際之非執行董事兼董事會副主席。

## 簡歷
曹忠出身軍人家庭，祖籍湖南，生於山東濟南，少兒時代，跟隨父親南征北戰，先後在大連、北京、甘肅、煙台等地方生活。他讀小學、中學時，已是優秀學生幹部，1978年入讀浙江大學代學化學工程系，擔任學生會的學習部長，1978年畢業，其後留校任教3年。
1985年10月考入中國社會科學院研究生院經濟系國民經濟管理專業，並擔任研究生會學術部長。1988年獲經濟學碩士學位，畢業論文為《對外貿易、產業結構與經濟發展》，提出核心觀點：從18世紀產業革命開始直到美國經濟崛起，其中一個重大的啟示是，帶有技術人的轉移對於一個國家的產業升級、經濟發展具有非常重大的意義。
1988年，他進入國家宏觀經濟運行的最高管理部門計劃委員會，在長期規劃司發展戰略處工作，參與國家宏觀經濟戰略研究和決策諮詢。其後，他南下廣東工作10年，曾任大亞灣開發區主任助理、市長秘書，1993年後又先後擔任市經委副主任、財辦副主任、信託投資公司董事長、投資管理公司總經理、駐香港視窗公司董事長等職。
1998年起，他主持投資管理公司和駐香港視窗公司的工作。當時正值亞洲金融風暴後，惠州的境外企業也和粵海等許多境外企業一樣，債務纏身，很多抵押在境外銀行的境內重要國有資產面臨被沒收拍賣的處境。曹忠臨危受命，通過資本運作進行債務重組，成功保住了惠州賓館等重要的國有資產。
2001年，曹忠被招攬到首鋼總公司，執掌首鋼控股（香港）有限公司，管理營運首長國際、首長四方、首長寶佳、首長科技四家上市公司。不過，首控和首長系自1998年起受亞洲金融風暴拖累陷入困境，曹忠臨危受命帶領首長系脫險。在8年間，他成功令首長系旗下公司及關連公司市值由約20億元遽增至800億元。
李嘉誠曾是首鋼最重要的合作夥伴，但1995至2001年間，李嘉誠與首鋼的合作幾乎停滯，對於首長系萎縮也沒有任何注資挽救行動。直至曹忠掌舵首控後，做出一系列重整行動，亦令李嘉誠重新與首鋼合作。李嘉誠曾感嘆地說：「我與首鋼講了十多年，四家上市公司就是四架飛機，要由優秀的飛行員來駕駛。現在終於派了優秀飛行員來，他是我見過的內地派來的最優秀的企業家之一。」2002年起，首長系一攬子重組及每一項投資和業務，李嘉誠幾乎都參與了，6年多時間裡投入的資金至少已超過10億元港幣。直至2010年5月10日，曹忠辭去首長系一眾上市公司的董事職務，僅保留上市旗艦首長國際之非執行董事兼董事會副主席一職。
2007年4月起，他亦出任亞太資源之執行董事，並於2007年5月至2009年10月期間，同時擔任其主席。
2010年11月，曹忠出任中國木業之公司主席、執董及行政總裁職務。不久，李嘉誠便投資中國木業，旗下基金會及加拿大怡東集團成為中國木業第二大股東。2011年8月，中國木業更名為中國資源交通集團，並專型至重載高速公路業務，在內蒙建設准興煤炭專用重載高速公路。
2019年9月李嘉誠基金會對曹忠提破產呈請。

## 名言
將簡單問題復雜化的是蠢材，將復雜問題復雜處理的是庸才，將復雜問題簡單處理的才是人才。

## 企業管治理念
提出建立「簡單、愉快」的企業文化，「簡單」即是高智商地將復雜的問題用抽象後的簡單方法予以解決；「愉快」就是達到團隊每一個成員都能愉快地工作在一個愉快的環境中。